# Paul-Albert Besnard

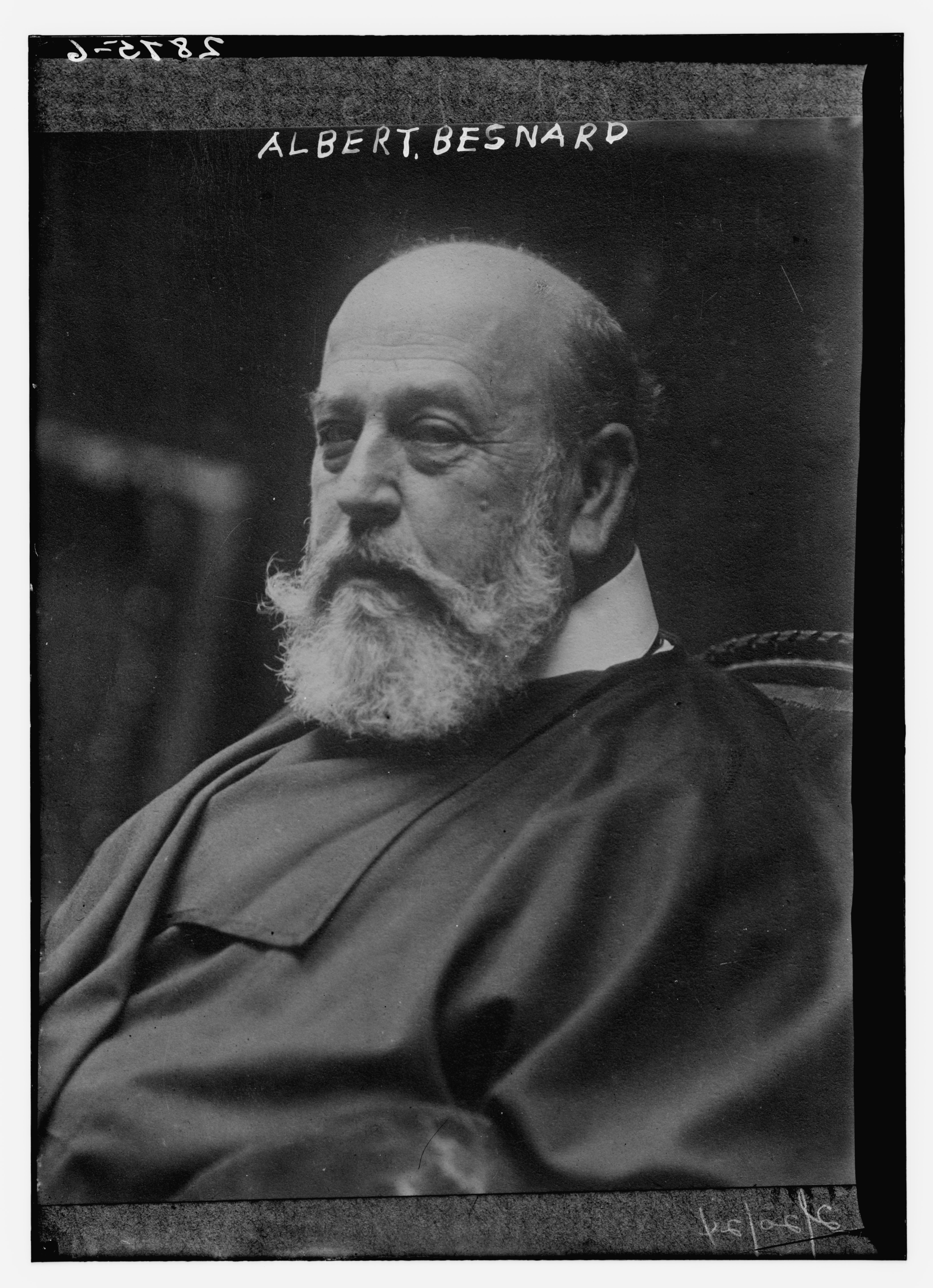
Paul-Albert Besnard, 1913

Paul-Albert Besnard (Parijs, 2 juni 1849 – aldaar, 4 december 1934) was een Frans kunstschilder. Hij wordt gerekend tot de stroming van het impressionisme.

## Leven
Paul-Albert Besnard werd geboren in een kunstenaarsfamilie. Zijn vader, die kort na Paul-Alberts geboorte overleed, was beeldhouwer, zijn moeder miniatuurschilderes.
Op vijftienjarige leeftijd ging Besnard in de leer in het atelier van Jean Auguste Dominique Ingres, twee jaar later ging hij naar de École nationale supérieure des beaux-arts, waar hij onder andere studeerde onder Alexandre Cabanel, die een grote invloed op hem uitoefende.
Reeds in 1874 won Besnard de Prix de Rome met La mort de Timophane, waarna hij een vierjarige studiereis maakte naar Rome. Hij verbleef er in de Villa Medici, waar toentertijd de Academie Française was gevestigd. In 1880 trok hij naar Londen. De grauwe atmosfeer daar zette hem aan tot een impressionistische stijl van werken, met veel kleur en licht, vaak in waterverf en pastelkrijt. Hij exposeerde bij de Royal Academy of Arts.
In 1885 maakte Besnard een reis naar Spanje, Marokko en Algerije, waar hij met name lichteffecten bestudeerde, samen met Jules Chéret en Alphonse Legros. Terug in Parijs kreeg hij vervolgens enkele grote opdrachten om fresco’s te maken, onder andere voor de Sorbonne, het Hôtel de Ville en de Comédie-Française.
Besnard maakte uiteindelijk vooral naam als schilder van vrouwenportretten, in een onconventionele, soms wat dromerige stijl, een soort mengeling tussen classicisme en impressionisme, typerend voor de belle époque, maar ook met invloeden van Thomas Gainsborough en Joshua Reynolds. Hij exposeerde zijn portretten met grote regelmaat en veel succes in de Parijse salon.
In 1924 werd Besnard lid van de Académie française en werd hij opgenomen in het Franse Legioen van Eer. Hij overleed in 1934, op 85-jarige leeftijd. Veel van zijn werken bevinden zich thans in het Musée d'Orsay

## Galerij

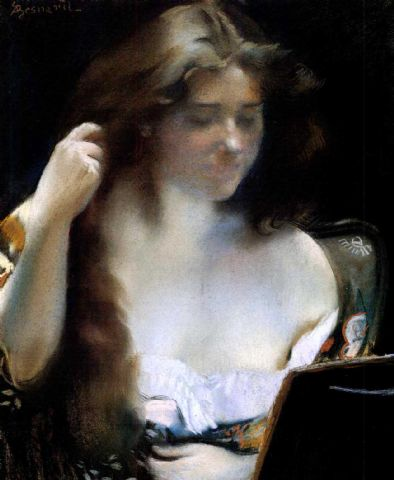
Jeune femme à sa toilette
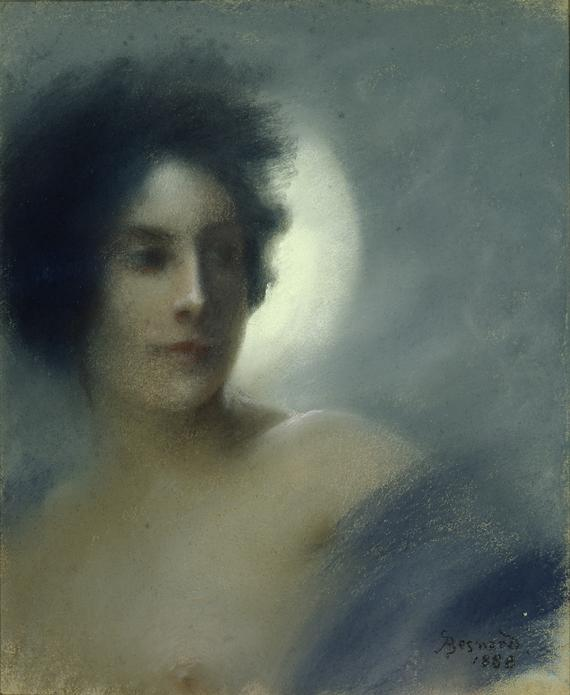
Eclipse
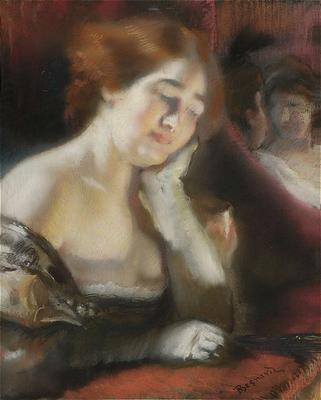
La Loge
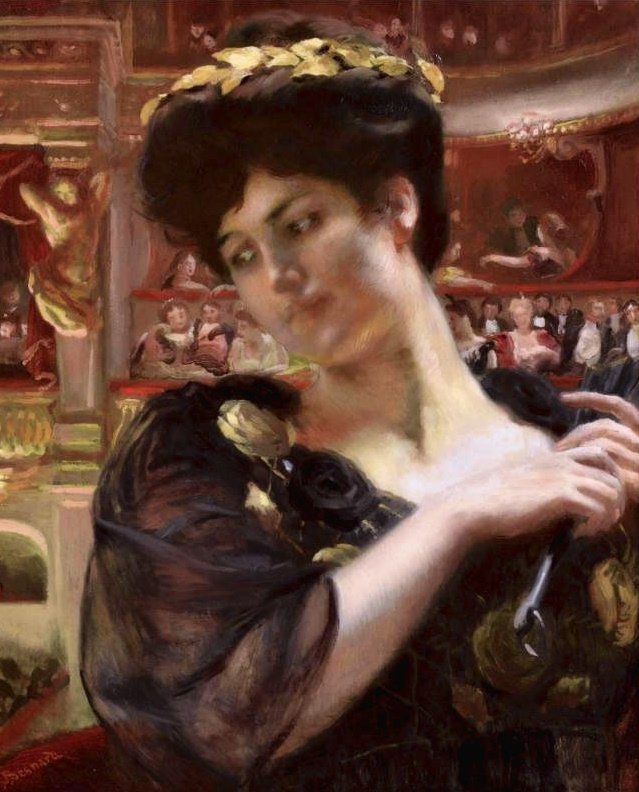
La Comédie Francaise
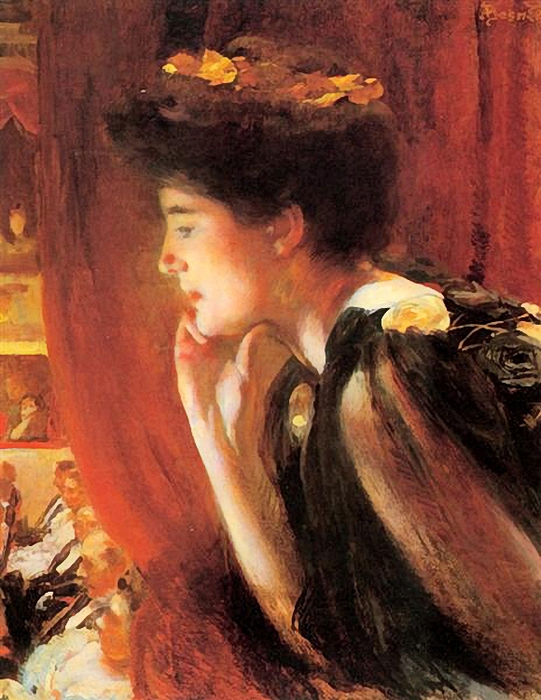
A l’Opéra
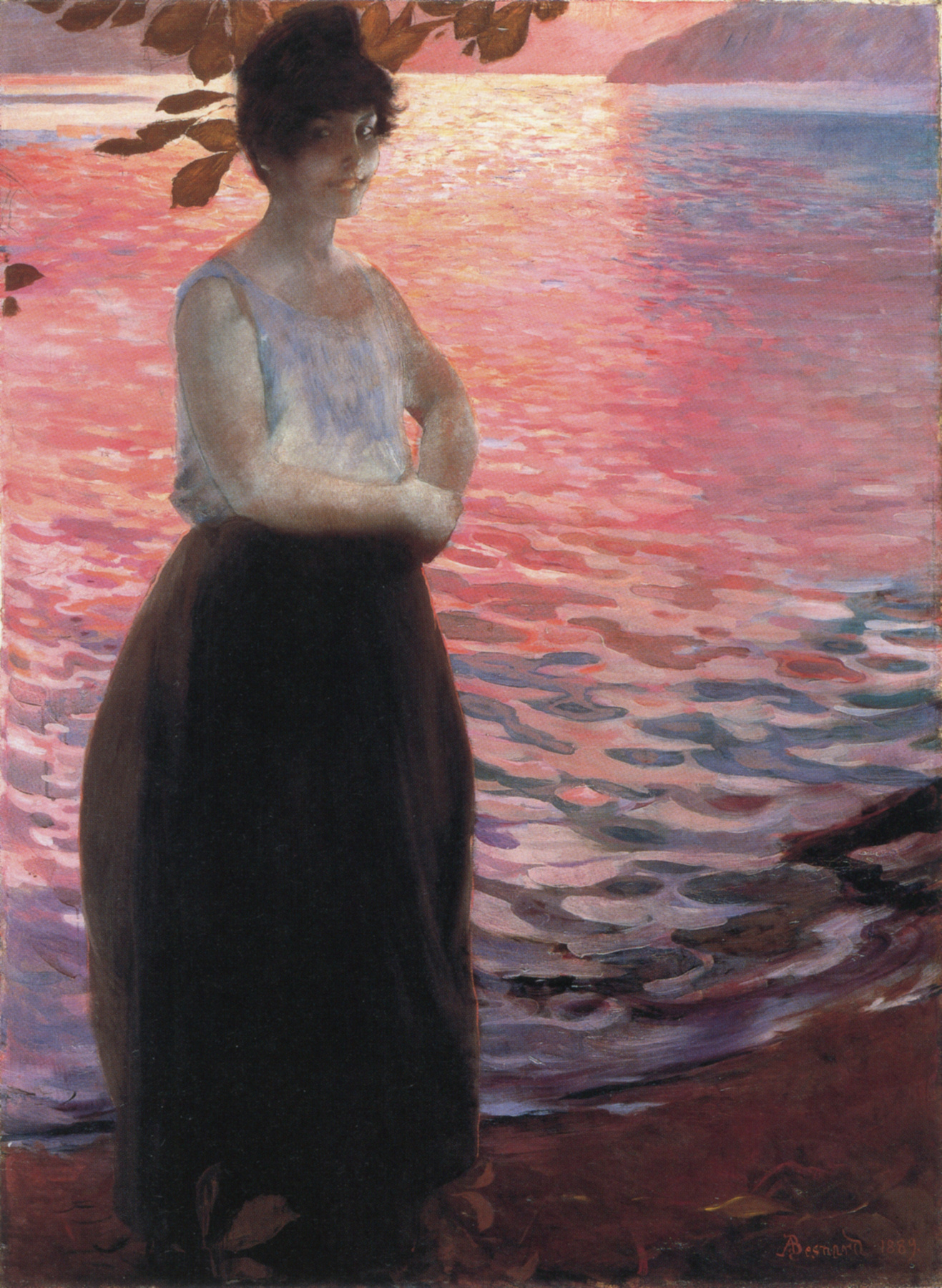
Sirène
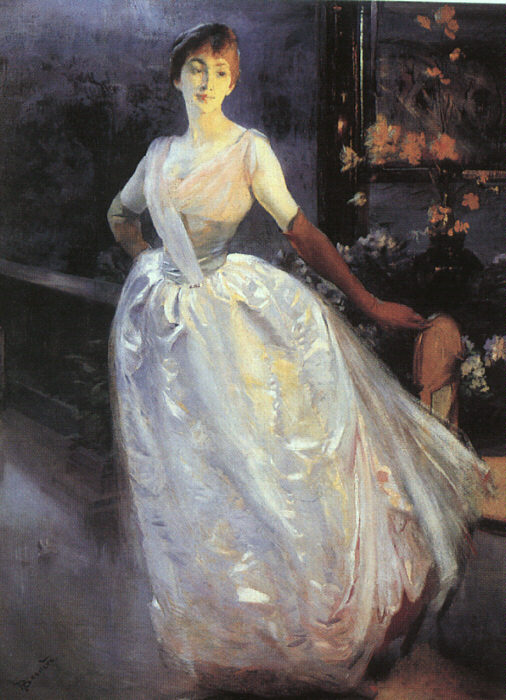
Portrait of Madame Roger Jourdain (Henriette Jourdain)
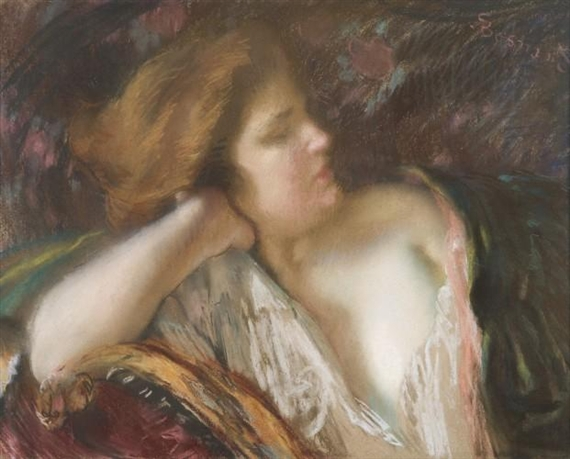
Femme pensive dans un sofa
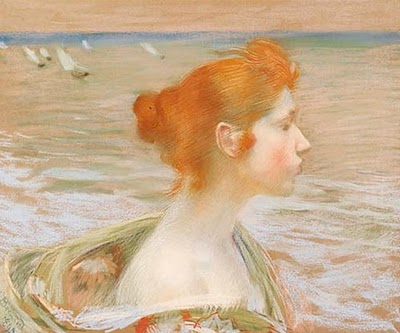
Femme rouge
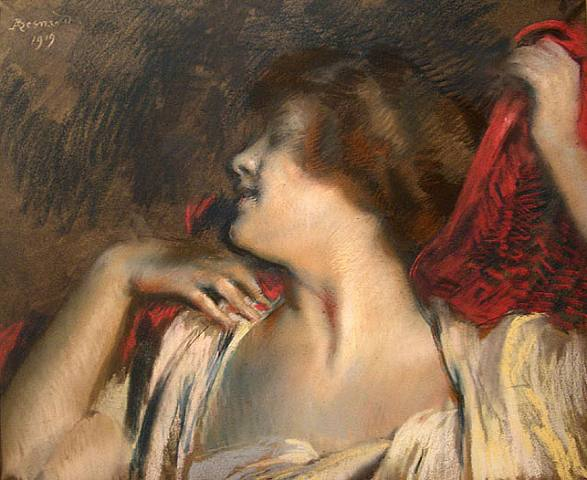
Jeune femme rousse